# Calle de Bizkaia (Vitoria)
La calle de Bizkaia es una vía pública de la ciudad española de Vitoria.

## Descripción
Forma parte de la Ciudad Jardín. Honra con su nombre a la provincia de Vizcaya desde 1931, y discurre desde la calle de Aguirre Miramón hasta la de Navarra; es paralela a las de Álava y de Nieves Cano, y tiene cruce con la de Gipuzkoa.